# Villasdardo
Villasdardo település Spanyolországban, Salamanca tartományban. Villasdardo Gejuelo del Barro, Villaseco de los Gamitos, Encina de San Silvestre, Santa María de Sando, Cipérez és Villar de Peralonso községekkel határos. Lakosainak száma 22 fő (2024).

## Népesség
A település népessége az elmúlt években az alábbi módon változott:
| Lakosok száma | 20   | 18   | 19   | 18   | 20   | 18   | 17   | 21   | 23   | 22   |
|               | 2001 | 2004 | 2007 | 2009 | 2012 | 2014 | 2017 | 2019 | 2022 | 2024 |